# Клокзин
Клокзин (нем. Klocksin) — община в Германии, в земле Мекленбург-Передняя Померания.
Входит в состав района Мюриц. Подчиняется управлению Зеенландшафт Варен.  Население составляет 394 человека (на 31 декабря 2010 года). Занимает площадь 23,90 км².